# El pan debajo del brazo
El pan debajo del brazo es una película española de comedia estrenada el 24 de abril de 1984, escrita y dirigida por Mariano Ozores y protagonizada en los papeles principales por Antonio Ozores, María Casanova, Pepe Da Rosa, Fedra Lorente, Adriana Ozores y Carles Velat.
La película  es una versión de Crónica de 9 meses, dirigida también por Mariano Ozores en 1967.

## Sinopsis
Tres familias de distinto estrato social se enfrentan a la misma noticia: van a tener un bebé. Sin embargo, no todos reaccionan de la misma forma: Adolfo es un señor mayor, Jacinto va a ser padre primerizo y Rodrigo está en el paro. La película se desarrolla enlazando las historias durante el embarazo de las madres.

## Reparto
- Antonio Ozores como Adolfo.
- María Casanova como Laura.
- Pepe Da Rosa como Jacinto.
- Fedra Lorente como	Mercedes.
- Adriana Ozores como Isabel.
- Carles Velat como Rodrigo.
- Juanjo Menéndez como Ramón.
- María Luisa Ponte como Catalina.
- Luis Lorenzo como Tito.
- Azucena Hernández como Socorro.
- Arévalo como Paco.
- Juanito Navarro como Daniel.
- Lolo García como Javier.